# I Need U
«I Need U» (hanja: 需要你), es un sencillo grabado por el cantante chino Lay para su primer álbum de estudio titulado Lay 02 Sheep, que fue liberado el 7 de octubre de 2017. La canción fue prelanzada el 25 de septiembre de 2017, por S.M. Entertainment. «I Need U» es un regalo de Lay para sus abuelos quienes cumplieron 50 años de casados.

## Antecedentes y lanzamiento
«I Need U» se describe como una canción urbana de R&B pop donde Lay participó en su composición y escritura de letras. La canción está dedicada al quincuagésimo aniversario de bodas de los abuelos de Lay con letras que confiesan la eternidad al amor de su vida.
En una carta a través de las redes sociales de S.M. que se publicó un día antes del lanzamiento del vídeo musical, Lay habló sobre el amor de sus abuelos y como se preocupan los unos por los otros. También describió su relación con ellos y cómo esperaba darles un recuerdo conmovedor a través de «I Need U». Dijo: «El amor a veces puede ser como un hábito, pero también refrescante y conmovedor como una escena en una película, un solo libro o una canción. Pero creo que el amor, por lo que he sentido, es capaz de hacer incluso la más pequeña de las cosas para su ser querido miles, si no decenas de miles, de veces».
Lay reveló en un vídeo presentado por Chaumet que esta canción fue de hecho escrita de antemano junto con «what U Need?» como una respuesta a este último y expresó que una canción es la mejor opción de respuesta al suspenso dejado por otra canción.

## Vídeo musical
El vídeo musical comienza con una versión para piano de Gymnopédie No.3 de Erik Satie y la frase «Ce n'est pas une histoire d'amour. C'est une histoire qui parle d'amour». Cuenta la historia de un joven, quien es por Lay, paseando por París y planeando pedirle a su enamorada que se case con él. Después de muchos años, los dos regresan a París para recordar el pasado. El vídeo musical, presentando a los abuelos de Lay, fue filmado en París, Francia y personalmente planeado y dirigido por Lay.

## Recepción
El vídeo musical de «I Need U» ocupó el primer lugar en Weibo Live Chart de China de Billboard. En 12 horas, «I Need U» llegó a más de 26 millones de visitas en línea, siendo consecutivamente el ganador principal de 3 listas de música. Además, el vídeo musical se posicionó en 17 países y ocupó el primer lugar en iTunes en 12 países, incluidos Estados Unidos, Canadá, Malasia, Portugal, Filipinas, Singapur, Tailandia, Turquía, Hong Kong, China y más.

## Posicionamiento en listas
| Lista (2017)          | Mejor posición |
| --------------------- | -------------- |
| China (China V Chart) | 3              |
| China (QQ Music)      | 91             |